# 루크 무어
루크 아이작 무어(Luke Isaac Moore, 1986년 2월 13일 ~ )는 잉글랜드의 전 축구 선수이다. 현역 시절 포지션은 스트라이커였다.